# Vochysia fontellae
Vochysia fontellae är en tvåhjärtbladig växtart som beskrevs av Paula. Vochysia fontellae ingår i släktet Vochysia och familjen Vochysiaceae. Inga underarter finns listade i Catalogue of Life.